# Роджър Ебърт
Роджър Джоузеф Ибърт (на английски: Roger Joseph Ebert [английско произношение: /ˈiːbərt/]), по-известен по фамилия като Ебърт, е американски кинокритик, историк на изкуството и писател.
Роден е в католическо семейство на електротехник и счетоводителка в Ърбана на 18 юни 1942 година. Завършва Университета на Илинойс в Ърбана-Шампейн и започва да подготвя докторат в Чикагския университет.
Започва работа в чикагския вестник „Чикаго Сън-Таймс“ и от 1967 година до смъртта си е неговият водещ кинокритик. В средата на 1970-те години заедно с критика Джин Сискел поставя началото на популярните телевизионни предавания за кинокритика, а през 1975 година става първият кинокритик, награден с „Пулицър“ за критика.
Редица автори го определят като най-влиятелния кинокритик в Съединените щати.
Роджър Ебърт умира от рак на щитовидната жлеза в Чикаго на 4 април 2013 година.